# Alfonso Hosta Bellpuig
Alfonso Hosta Bellpuig (Gerona - Orriols, 2 de noviembre de 1936) fue un cirujano y político español. 

## Biografía
Alfonso Hosta Bellpuig, fue durante la República, entre los años 1934-1936- médico municipal de Gerona y presidente en la provincia de la Acció Popular Catalana (integrada, junto con la CEDA, en Frente Catalán de Orden). Detenido por sus ideas derechistas y por su condición de católico al inicio de la guerra civil española, el 2 de noviembre de 1936 fue sacado de su celda por el director de la prisión y puesto en manos de guardias de asalto del gobierno de la República. Junto con otras once personas (posteriormente conocidos como los "Mártires de Orriols") fue asesinado en un olivar cercano a dicha localidad, a unos treinta kilómetros de Gerona.
Padre de Concepció Hosta Pujol (10 de junio de 1915 - 2 de enero de 2013), madre ésta del filólogo y periodista español Xavier Pericay Hosta, e Isabel "Betty" Hosta Pujol (23 de septiembre de 1918).